# Cabo Darnley (Georgias del Sur)
El cabo Darnley (en inglés: Cape Darnley) es un cabo en la parte sureste de la bahía Jacobsen, en la costa centro-sur de la isla San Pedro de las islas Georgias del Sur. El nombre se remonta a alrededor de 1920 y se debe a E.R. Darnley, miembro de la Oficina Colonial, Presidente del Comité de Discovery entre 1923 y 1933.